# Lea Draeger

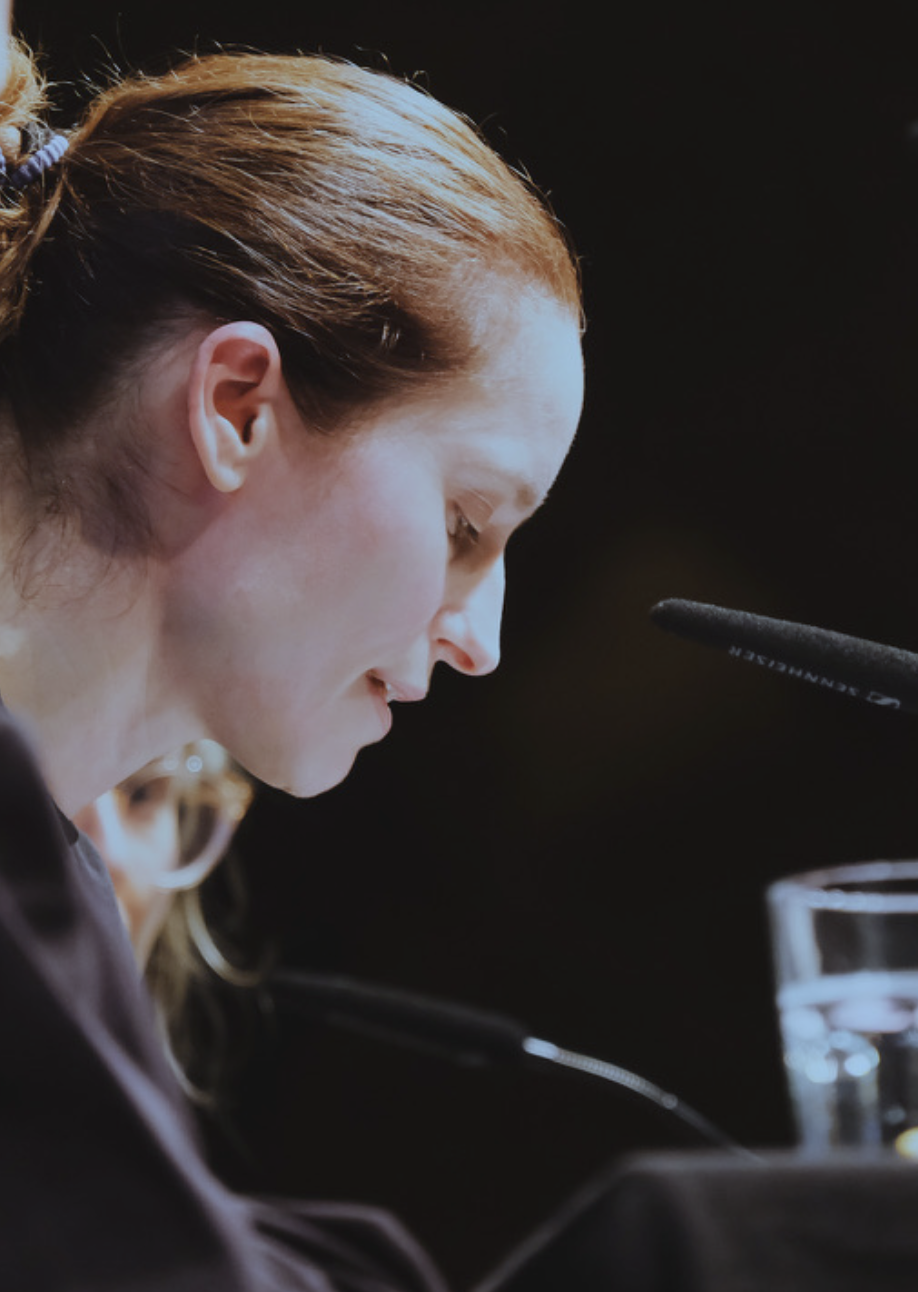
Lea Draeger beim Göttinger Literaturherbst 2022

Lea Draeger (* 1980 in Münster) ist eine deutsche Schauspielerin, Autorin und Künstlerin.

## Leben
Lea Draeger stammt aus einer Lehrer- und Juristenfamilie und wuchs in Münster auf. Sie ging nach dem Abitur nach Berlin, um an der Humboldt-Universität Kunstgeschichte zu studieren; entschied sich dann jedoch für die Schauspielerei und studierte 2001 bis 2005 an der Hochschule für Musik und Theater in Leipzig.
2005 spielte sie die Figur der Lena in der Romanverfilmung von Siegfried Lenz’ Der Mann im Strom unter der Regie von Niki Stein. Von 2004 bis 2006 hatte sie ihr erstes Theaterengagements am Schauspielhaus Bochum. Seit 2006 spielt sie an der Berliner Schaubühne, von 2006 bis 2011 als festes Ensemblemitglied. 2010 erhielt sie den Daphne-Preis, den Publikumspreis der TheaterGemeinde Berlin als beste Nachwuchsschauspielerin. Danach folgten Engagements als Gast bei den Salzburger Festspielen, dem Festival d’Avignon, am Schauspielhaus Düsseldorf, am Centraltheater Leipzig und am Maxim Gorki Theater Berlin. Seit 2013 spielt sie am Maxim Gorki Theater Berlin, von 2015 bis 2023 als festes Ensemblemitglied.
2013 erschien ihr erstes Künstlerbuch Fünf Würmer im Dezember im Berliner Hybriden-Verlag. Es folgte die Trilogie Katholikenbus nach Lourdes, Mutter Magda Märtyrerin sowie Jesus im Seniorenheim. Seit 2017 arbeitet sie an ihrer Serie Ökonomische Päpst* die sich auf spielerische Weise mit patriarchalen Machtverhältnissen, binären Strukturen und deren Überwindung beschäftigt. Anfangs als Serie von 1000 Ökonomischen Päpsten konzipiert, umfasst sie mittlerweile über 8000 briefmarkengroße Porträts von Figuren, deren Identitäten fließend sind. 2022 erschien ihr Roman Wenn ich Euch verraten könnte in den Hanser Literaturverlagen.

## Theater (Auswahl)
- 2004: Schiller, Regie: Reinhild Hoffmann, DNT Mannheim
- 2005: Iwanow, Regie: Matthias Hartmann, Rolle: Sascha, Schauspielhaus Bochum
- 2006: Dantons Tod, Regie: Thomas Thieme, Rolle: Lucile, Schauspielhaus Bochum
- 2006: Platonow, Regie: Luk Perceval, Rolle: Marja Grekowa, Schaubühne Berlin
- 2006: Drei Schwestern, Regie: Falk Richter, Rolle: Natascha, Schaubühne Berlin
- 2007: Gespenster, Regie: Sebastian Nübling, Rolle: Regine, Schaubühne Berlin
- 2008: Die Stadt, Regie: Thomas Ostermeier, Rolle: Jenny, Schaubühne Berlin
- 2008: Kabale und Liebe, Regie: Falk Richter, Rolle: Luise, Schaubühne Berlin
- 2008: Der Stein, Regie: Ingo Berk, Schaubühne Berlin, Salzburger Festspiele
- 2009: Endstation Sehnsucht, Regie: Benedict Andrews, Rolle: Stella, Schaubühne Berlin
- 2009: Trust, Regie: Falk Richter und Anouk van Dijk, Rolle: Lea, Schaubühne Berlin
- 2010: Christiane F. – Wir Kinder vom Bahnhof Zoo, Regie: Patrick Wengenroth, Rolle: Christiane F., Schaubühne Berlin
- 2011: Die Macht der Finsternis, Regie: Michael Thalheimer, Rolle: Akulina, Schaubühne Berlin
- 2011: Hamlet, Regie: Staffan Valdemar Holm, Rolle: Ophelia, Schauspielhaus Düsseldorf
- 2012: Rausch, Regie: Falk Richter, Schauspielhaus Düsseldorf
- 2013: Top Müller Schlacht, Regie: Thomas Thieme, Centraltheater Leipzig
- 2014: Small Town Boy, Regie: Falk Richter, Maxim Gorki Theater Berlin
- 2015: Die Juristische Unschärfe einer Ehe, Regie: Nurkan Erpulat, Rolle: Leila, Maxim Gorki Theater Berlin
- 2016: Feinde, Regie: Yael Ronen, Rolle: Mascha, Maxim Gorki Theater Berlin
- 2017: Dark Side, Regie: Yael Ronen, Maxim Gorki Theater Berlin
- 2018: Gerechten, Regie: Sebastian Baumgarten, Rolle: Dora, Maxim Gorki Theater Berlin
- 2018: Salome, Regie: Ersan Mondtag, Rolle: Herodes, Maxim Gorki Theater Berlin
- 2019: Bericht für eine Akademie, Regie: Oliver Frljić, Rolle: Josefine, Maxim Gorki Theater Berlin
- 2019: Anna Karenina oder Arme Leute, Regie: Oliver Frljić, Rolle: Anna Karenina, Maxim Gorki Theater Berlin
- 2019: Rewitching Europe, Regie: Yael Ronen, Maxim Gorki Theater Berlin
- 2020: Death Positive, Regie Yael Ronen, Maxim Gorki Theater Berlin
- 2021: Ausser Kontrolle, Oliver Frljić, Maxim Gorki Theater
- 2022: Geschwister, Regie: Ersan Mondtag, Maxim Gorki Theater Berlin
- 2022: Mutter Courage und ihre Kinder, Regie: Oliver Frljić, Rolle: Mutter Courage, Kathrin
- 2023: Antigone, Regie: Leonie Böhm

## Filmografie (Auswahl)
- 2006: Der Mann im Strom
- 2006: Die Kinder der Flucht – Wolfskinder
- 2009: Bella Block – Das Schweigen der Kommissarin
- 2009: Tatort – Im Sog des Bösen
- 2012: Frauensee
- 2013: Das merkwürdige Kätzchen
- 2015: Tatort – Borowski und die Rückkehr des stillen Gastes
- 2016: Auf einmal
- 2019: Krauses Hoffnung
- 2021: Das Mädchen und die Spinne
- 2022: Piaffe

## Radio/Hörspiel (Auswahl)
- 2013: Shoppen in China, Regie: Lorenz Rollhäuser (SWR)
- 2013: Frauen ohne Männer, Regie: Ragnhild Sørensen (WDR)
- 2013: That I should rise – Und sollt’ ich geh’n, Regie: Ulrich Lampen (SWR)
- 2019: Ein Schaf in Das letzte Schaf von Ulrich Hub, Regie: Steffen Moratz (MDR)
- 2021: Der Club der schönen Mütter[10] von Lutz Hübner und Sahra Nemitz, Regie: Judith Lorentz  (Deutschlandfunk Kultur)
- 2023: Die Heldin[11] von Patricia Highsmith, Regie: Nicole Paulsen (SWR)

## Roman
- Wenn ich euch verraten könnte. Roman. München: Carl Hanser, 2022

## Ausstellungen (Auswahl)
- 2018: 1000 ökonomische Päpste, Lea Draeger, Ebensperger Berlin
- 2018: Crossbreeding, Hybriden-Verlag, die tödliche Doris, Herman de Vries, Lea Draeger et al., Van Abbemuseum, Eindhoven
- 2018: Kaputt, Lea Draeger, Bonnie Camplin, Daniel Spoerri, Neulich an der Salzach, Salzburg
- 2018: Wahlverwandtschaften, Lea Draeger, Bjarne Melgaard, Jonathan Meese, Sandro Kopp et al., Sammlung Friedrichshof, Zurndorf
- 2019: 4. Berliner Herbstsalon: De-Heimatize it!, Lea Draeger, Candice Breitz, Alfredo Jaar, Henrike Naumann et al., Palais am Festungsgraben Berlin
- 2020: Papa goes Salome goes Cannibalism(s), Julius Deutschbauer und Lea Draeger, Ebensperger Salzburg
- 2022: Ökonomische Päpste und Päpstinnen, Ebensperger Berlin
- 2022: Sammeln, Villa Schöningen, Potsdam
- 2023: Päpstinnen, Guardini Foundation, Berlin
- 2023: Ökonomische Päpst*, Am Seegarten, Brandenburg an der Havel
- 2023: Beyond Fame. Die Kunst der Stars, NRW-Forum, Düsseldorf

## Künstlerbücher
- 2013: Fünf Würmer im Dezember, Hybriden Verlag
- 2013: Katholikenbus nach Lourdes, Hybriden-Verlag
- 2015: Mutter Magda Märtyrerin, Hybriden-Verlag
- 2016: Jesus im Seniorenheim, Hybriden-Verlag
- 2019: Die Heiliginnen, Ebensperger
- 2020: Mein Vater, Ebensperger

## Auszeichnungen
- 2004: Förderpreis für Schauspielstudierende der Bundesministerin für Bildung und Forschung, erster Ensemblepreis an Studierende der Hochschule für Musik und Theater „Felix Mendelssohn Bartholdy“ Leipzig, Studio Weimar (Christian Apel, Puja Behboud, Lea Draeger, Gina Henkel, Martin Klemm, David Kramer, Martin Neuhaus, Petra Schmidt-Schaller; Inszenierung: Olaf Hilliger) für Zeit zu lieben Zeit zu sterben von Fritz Kater beim Theatertreffen in Hannover der Ständigen Konferenz Schauspielausbildung[12]
- 2010: Daphne-Preis der TheaterGemeinde Berlin
- 2022: Wenn ich euch verraten könnte auf der Shortlist: Literaturpreis „Text & Sprache“ des Kulturkreises der deutschen Wirtschaft[13]
- 2023: Wenn ich euch verraten könnte auf der Shortlist: Debütpreis des Buddenbrookhauses[14]